# Pfarrkirche Dellach im Drautal

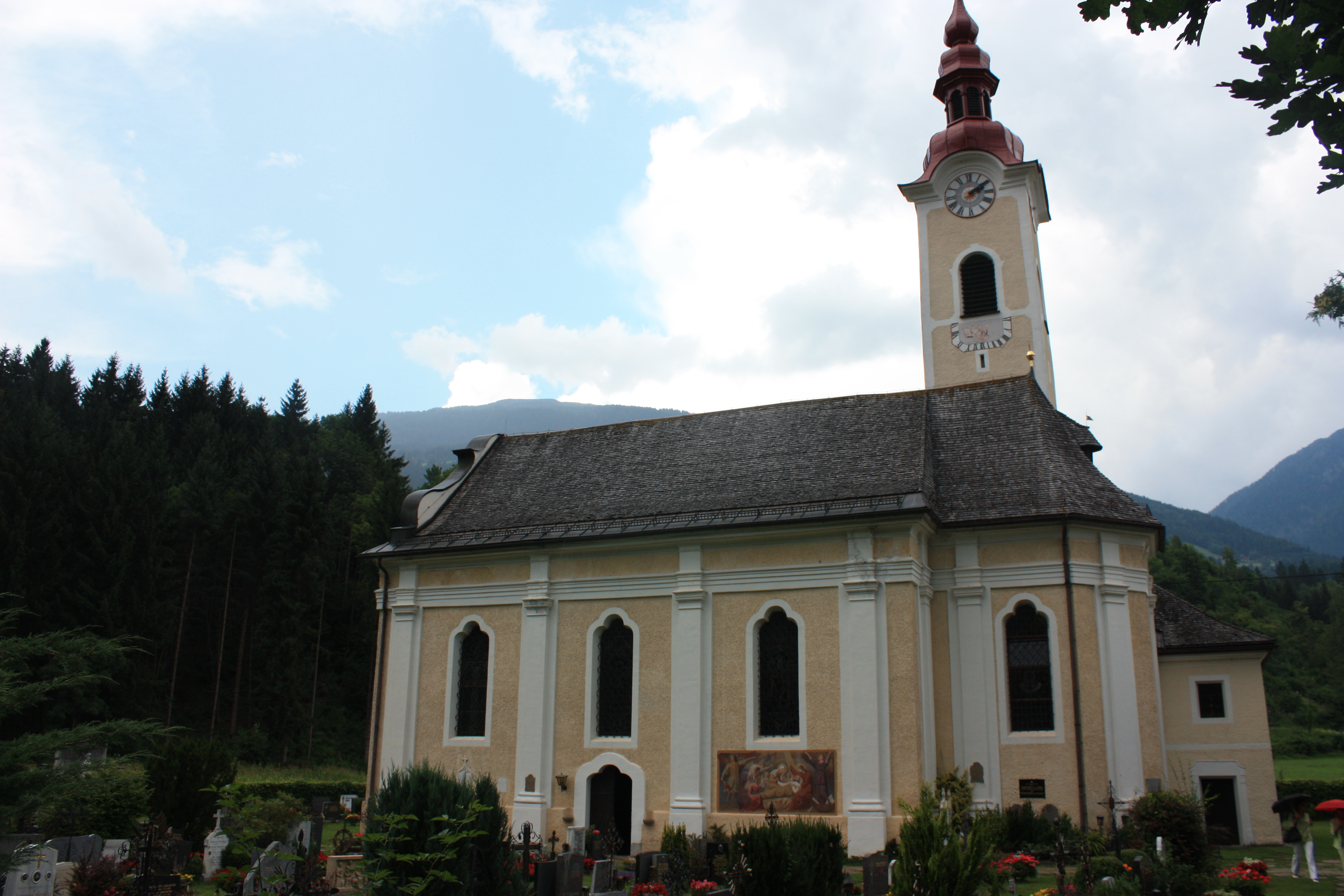

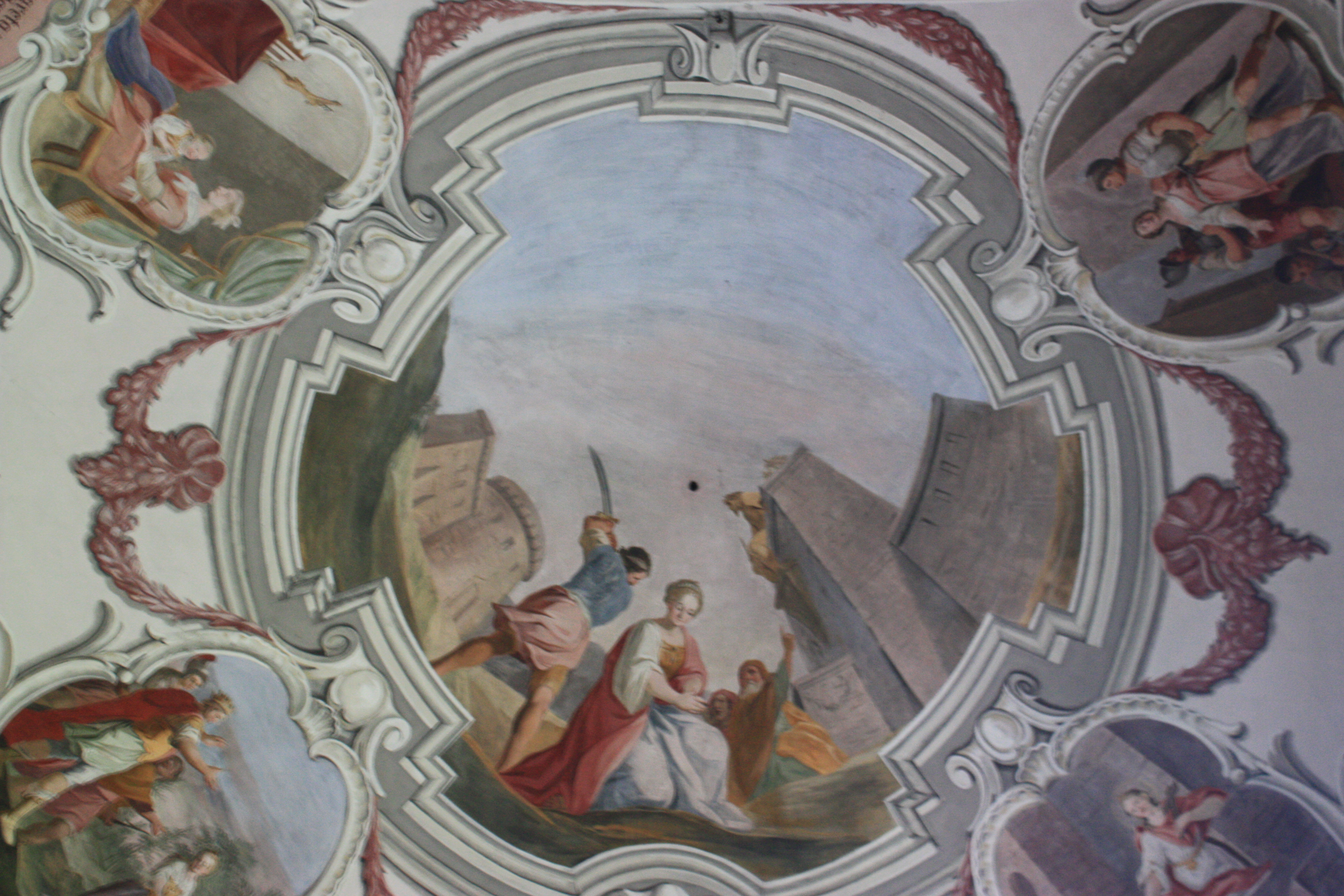
Deckengemälde

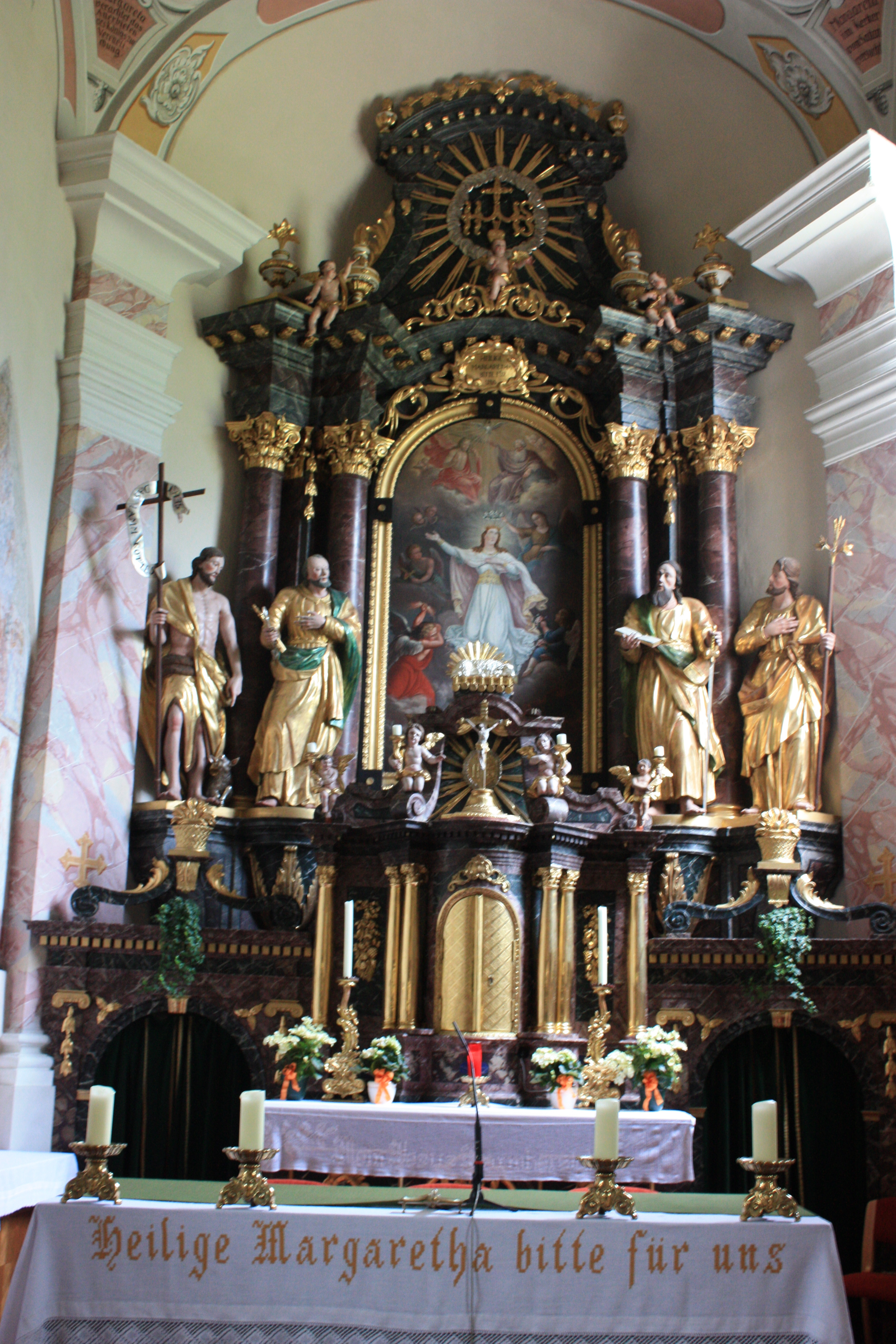
Hochaltar

Die römisch-katholische Pfarrkirche Dellach im Drautal in der gleichnamigen Gemeinde ist der heiligen Margareta geweiht. Die 1421 erstmals erwähnte Kirche erhielt 1787 das Pfarrrecht.

## Baubeschreibung
Das Gotteshaus ist ein mittelgroßer, spätbarocker Bau des ausgehenden 18. Jahrhunderts, der im Chor noch spätgotisches Mauerwerk enthält. Die Kirche setzt sich aus einem einschiffigen, dreijochigen Langhaus und einem eingezogenen, quadratischen Chor mit Dreiachtelschluss zusammen. Der Turm an der Nordseite des Chores wird von einem Zwiebelhelm bekrönt. Östlich an den Turm schließt eine niedrige Sakristei an. Die Fassade der Kirche wird durch kräftige Pilaster, verkröpfte Gesimse und schmale hohe Fenster mit Kleeblattbogen gegliedert. Auch das Westportal und das südliche Seitenportal besitzen Kleeblattbogen. Die dreiachsige Westfassade wird durch einen Volutengiebel bekrönt.
Im Inneren ruht ein Platzlgewölbe mit Gurtbögen auf Pilaster ummantelten Wandpfeilern mit weit ausladenden Kämpferkapitellen. Im westlichen Langhausjoch ist eine zweigeschoßige, leicht vorschwingende Empore eingestellt. An der unteren Emporenbrüstung sind zwei vergoldete Flachreliefs und Figuren der christlichen Tugenden der ehemaligen Kanzel angebracht. Die Orgel ist durch ein Chronogramm mit 1818 bezeichnet. An der Nordwand des Chores befindet sich eine Sakramentsnische und die spätgotische Sakristeitür. Darüber ist der vermauerte, spätgotische Turmzugang.
Die Wandmalereien schuf 1829 Christoph Brandstätter. Im Mittelfeld des Chores ist die Enthauptung der heiligen Margareta zu sehen, in den Zwickelmedaillons Szenen aus dem Leben der Heiligen. In den Langhausgewölben sind die Kreuzauffindung und die Kreuzeserscheinung Kaiser Konstantins dargestellt. Das Wandgemälde an der nördlichen Chorwand stammt aus dem späten 15. Jahrhundert und zeigt die Kreuzabnahme mit den Heiligen Margareta und Barbara. Die darüber befindliche Himmelfahrt Mariens entstand um 1600.

## Einrichtung
Den Hochaltar schuf 1847 Michael Angather in spätbarocken Formen. Das Mittelbild der Marienkrönung malte Christoph Brandstätter. Die Skulpturen schuf Kreißnegger. Die Statuen stellen die Heiligen Johannes der Täufer, Petrus, Paulus und Josef dar.
Der linke Seitenaltar trägt eine Statue der Maria Immaculata.
Den rechten Seitenaltar fertigte um 1790 Josef Köfler. Der Altar birgt eine Kreuzigungsgruppe und im Schrein eine Pietà.
Zur weiteren Ausstattung der Kirche zählen spätbarocke Konsolfiguren des Moses, der Muttergottes, einer Schutzengelgruppe und wohl der heiligen Margareta.